# Acide chlorosulfurique
L’acide chlorosulfurique, aussi appelé acide chlorosulfonique, chlorhydrine sulfurique ou monochlorohydrine sulfurique, est un composé inorganique de la famille des oxychlorures, de formule HSO3Cl, obtenu par mélange d'oléum et d'acide chlorhydrique.
C'est un liquide incolore à brunâtre, hygroscopique, lacrymogène, à manipuler avec précaution car très corrosif et parce qu'il se décompose violemment au contact de l'eau en acide chlorhydrique et acide sulfurique. D'odeur irritante, fumant à l'air, il est décomposé par l'eau et par la chaleur.
Il a été utilisé comme gaz de combat durant la Première Guerre mondiale.

## Description, structure et propriétés
Formellement et chimiquement, il est intermédiaire entre le chlorure de sulfuryle SO2Cl2 et l'acide sulfurique H2SO4. Ce composé est rarement obtenu pur.
Sa molécule est tétraédrique.
Cet acide se décompose en chlorure de pyrosulfuryle sous excès de trioxyde de soufre SO3 :
2 HSO3Cl + SO3 → H2SO2 + S2O5Cl2.

## Synthèse et production
Il est produit industriellement en faisant réagir du chlorure d'hydrogène HCl avec une solution de trioxyde de soufre dans de l'acide sulfurique :
HCl + SO3 → HSO3Cl.
Au laboratoire, il peut être préparé par chloration de l'acide sulfurique :
PCl5 + H2SO4 → HSO3Cl + POCl3 + HCl.
Il a par exemple en France été produit près de Lille dans une usine chimique située à la croisée de trois villes (La Madeleine, Saint-André, Marquette), rachetée par Rhône-Poulenc Chimie, ensuite devenue possession de Rhodia dans le secteur dit Secteur  AS/PS (3,5 ha sur la commune de Saint-André) du site Rhodia opération SAS (Nord) (aujourd'hui fermé). Il était obtenu par condensation de trioxyde de soufre gazeux (ou anhydride sulfurique, SO3) et de chlorure d'hydrogène gazeux.

## Usages
- Il a été utilisé par l'armée allemande durant la Première Guerre mondiale comme arme chimique (en chargement d'obus chimiques ou de grenades à main (sphères de verre de 85 mm de diamètre, dites « Hand-A-Stink-Kugel, de 250 ml de capacité)). Le premier antidote utilisé par les Français fut l'hyposulfite (en compresse d'abord, puis dans des appareils respiratoires). Quand ces mêmes grenades contenaient de la bromacétone industrielle, elles portaient une couche de peinture jaune sur l’ampoule en verre, à sa partie supérieure).

De leur côté, les Français ont produit des grenades contenant une combinaison d'anhydride sulfurique et de chlorhydrine sulfurique provoquant des « fumées opaques, légèrement suffocantes. En contact avec la peau, il provoquait des brûlures graves et douloureuses. Il irritait très fortement les yeux dès 5 mg m−3. Sa toxicité n’était pas négligeable en milieu clos où une concentration de 3 000 mg m−3 était mortelle en une minute ».
Il semble aussi avoir été utilisé lors de la Seconde Guerre mondiale dans certains fumigènes.
- L'acide chlorosulfurique est utilisé pour produire des acides sulfoniques R–SO2OH, qui sont des intermédiaires de synthèse importants et entrent dans la composition de certains détergents :

R–OH + HSO3Cl → R–O–SO2–OH + HCl.
- Il est également utilisé comme réactif de laboratoire et dans diverses synthèses organiques (fabrication de la saccharine, du thioindigo, des indigosols, etc.)[4].

## Toxicologie
Il est hautement toxique pour les voies respiratoires et muqueuses pulmonaires, qu'il détruit. C'est un produit très corrosif à étiqueter en Europe, conformément à la Directive générale de classification pour les Substances de la CE, Dir. 67/548/CE, dans sa dernière version.
- R 14 : réagit violemment au contact de l'eau.
- R 35 : provoque de graves brûlures.
- R 37 : irritant pour les voies respiratoires.

C'est un irritant primaire de la peau qu'il corrode rapidement, ainsi que les muqueuses et yeux.
Il peut être nocif en cas d'ingestion. « L'absorption orale du produit a un fort effet corrosif sur la cavité buccale et le pharynx et présente un danger de perforation du tube digestif et de l'estomac ».
Toxicité aiguë :
- DL50/CL50 orale : 50 mg/kg pour le rat[11]
- Inhalation LCLo : 0,9 mg/L pour 1 h pour le rat[11]

Il ne semble pas sensibilisant.

## Écotoxicologie
Dilué, il n'est pas classé parmi les polluants importants de l'eau, mais « il ne doit pas pénétrer à l'état non dilué ou non neutralisé dans les eaux usées ou le collecteur ».